# Họ Thằn lằn rắn
Họ Thằn lằn rắn (danh pháp khoa học: Anguidae) là họ thằn lằn lớn và đa dạng, có nguồn gốc từ Bắc bán cầu. Họ này bao gồm các loài thằn lằn rắn, thằn lằn kính, thằn lằn cá sấu và một số loài khác. Họ này được chia thành ba phân họ, 12 chi với 123 loài thằn lằn. Chúng có lớp da xương cứng phía dưới vảy của chúng giúp bảo vệ da và tăng giảm thân nhiệt, nhiều loài có các chi suy giảm hoặc không có, khiến chúng có bề ngoài như những con rắn, mặc dù các loài khác vẫn đầy đủ 4 chi.
Chúng là các loài thằn lằn ăn thịt hoặc ăn côn trùng, và sống trong một loạt các môi trường khác nhau. Họ này bao gồm cả loài đẻ trứng và đẻ con (phôi thai trong con mẹ). Hầu hết các loài sống trên mặt đất, mặc dù cũng có một số loài sống trên cây.
Có nhiều ghi chép về hóa thạch của họ này. Loài thằn lằn cổ nhất được biết đến thuộc họ này là Odaxosaurus, từ cuối Champagne ở Canada, cách nay khoảng 75 triệu năm, và các loài thằn lằn rắn là tương đối phổ biến ở dạng hóa thạch tuổi Creta muộn và Paleogen ở phía tây Bắc Mỹ. Odaxosaurus và các loài thằn lằn rắn khác ở Phấn trắng muộn đã thể hiện nhiều đặc trưng được tìm thấy ở thằn lằn rắn còn sinh tồn, bao gồm cả răng chúng giống như cái đục và tấm giáp phía trong da, cho thấy một lịch sử lâu dài trong tiến hóa của nhóm này. Họ này đặc biệt đa dạng trong thế Paleocen và Eocen ở Bắc Mỹ, một số loài như Glyptosaurus, đã phát triển tới kích thước lớn và tiến hóa một bộ răng nghiền có tính chuyên môn hóa cao. Các mẫu hóa thạch lâu đời ở Bắc Mỹ gợi ý rằng nhóm thằn lằn này có lẽ đã tiến hóa ở Bắc Mỹ trong kỷ Phấn trắng trước khi di chuyển và phân tán đến châu Âu trong thế Paleogen.

## Phân loại
Họ ANGUIDAE
- Phân họ Anguinae

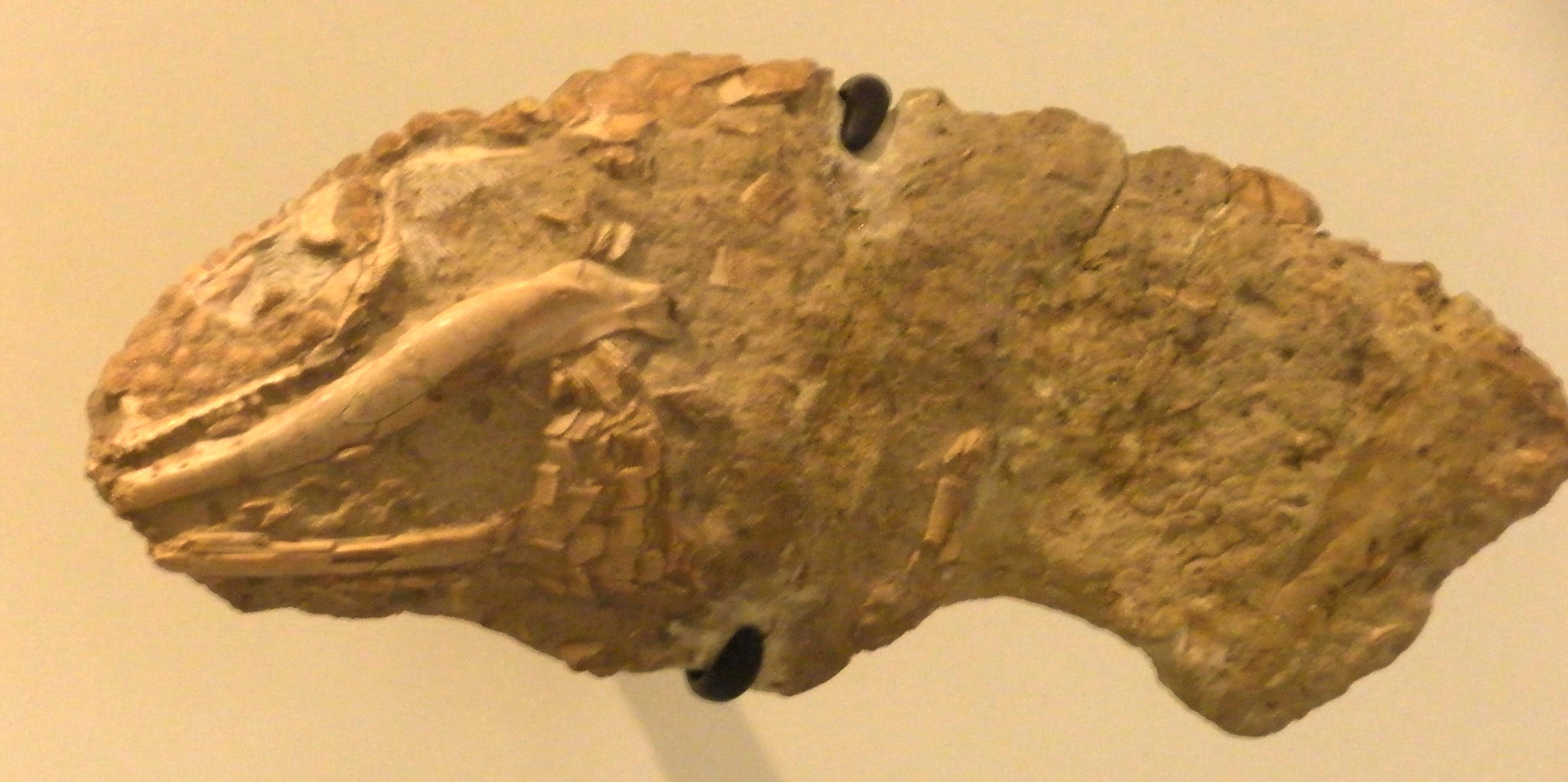
Mẫu hóa thạch của loài Helodermoides tuberculatus

  - Chi Anguis - thằn lằn rắn (6 loài)
  - Chi Ophisaurus - thằn lằn kính (6 loài)
  - Chi Pseudopus - thằn lằn không chân châu Âu (1 loài)
- Phân họ Diploglossinae
  - Chi Celestus - Galliwasps (29 loài còn tồn tại)
  - Chi Diploglossus - Galliwasps (17 loài)
  - Chi Ophiodes - (5 loài)
- Phân họ Gerrhonotinae - phân họ thằn lằn Alligator
  - Chi Gerrhonotus (6 loài) - thằn lằn Alligator
  - Chi Abronia (28 loài) - thằn lằn cá sấu Arboreal

## Hình ảnh

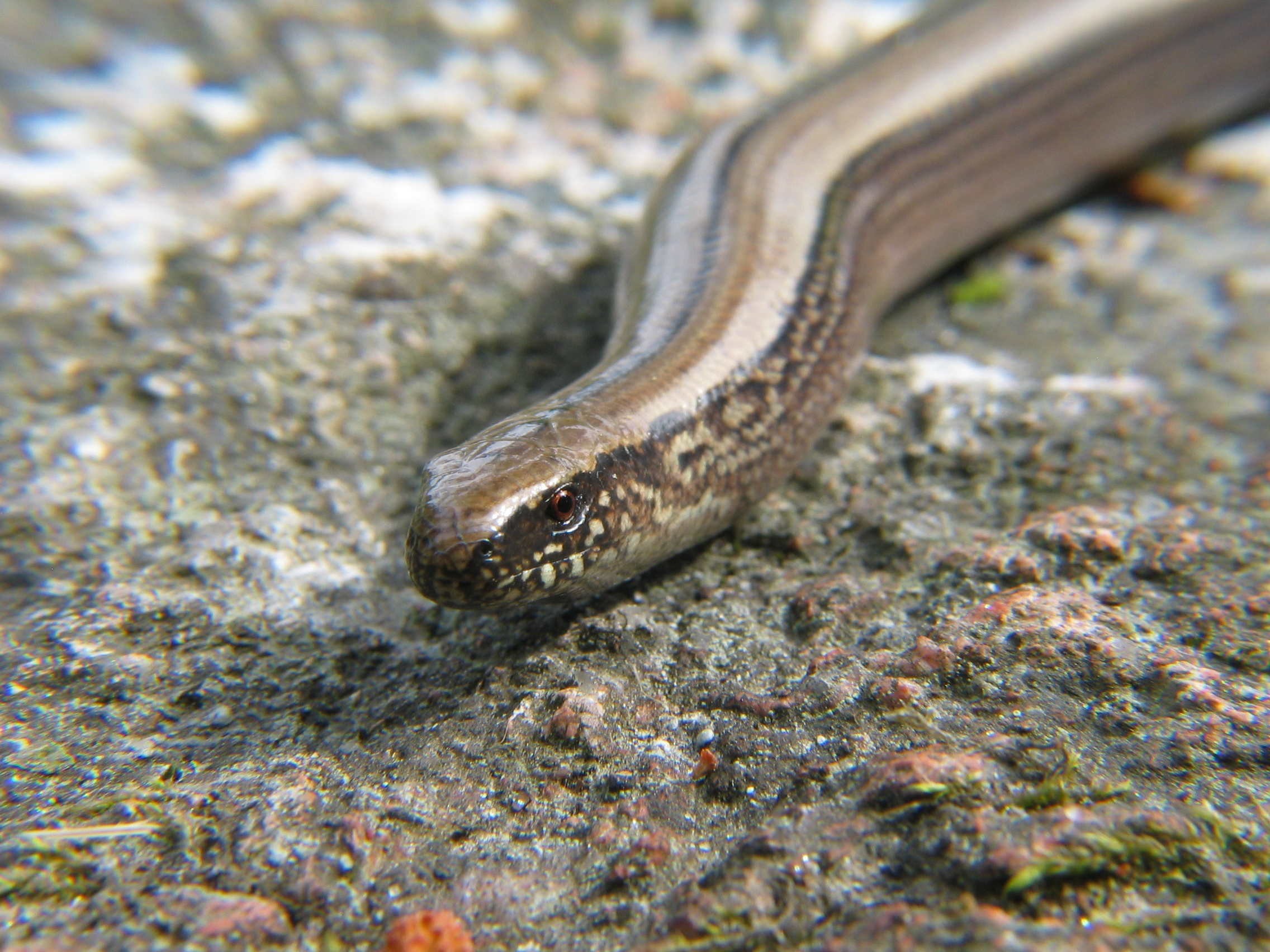
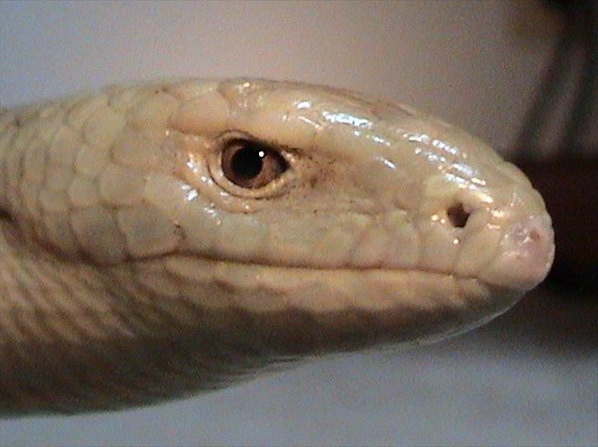
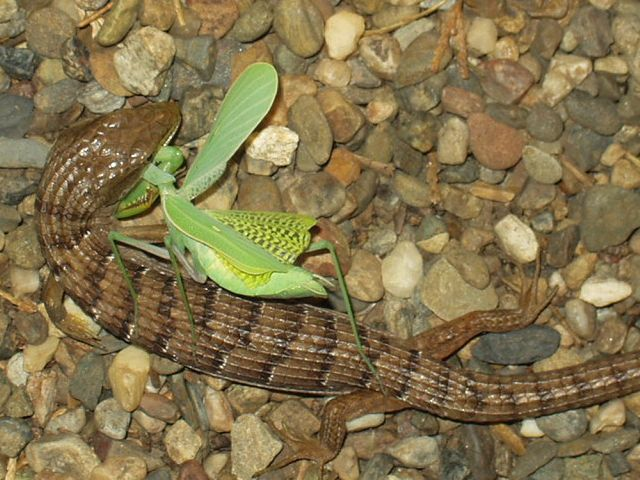
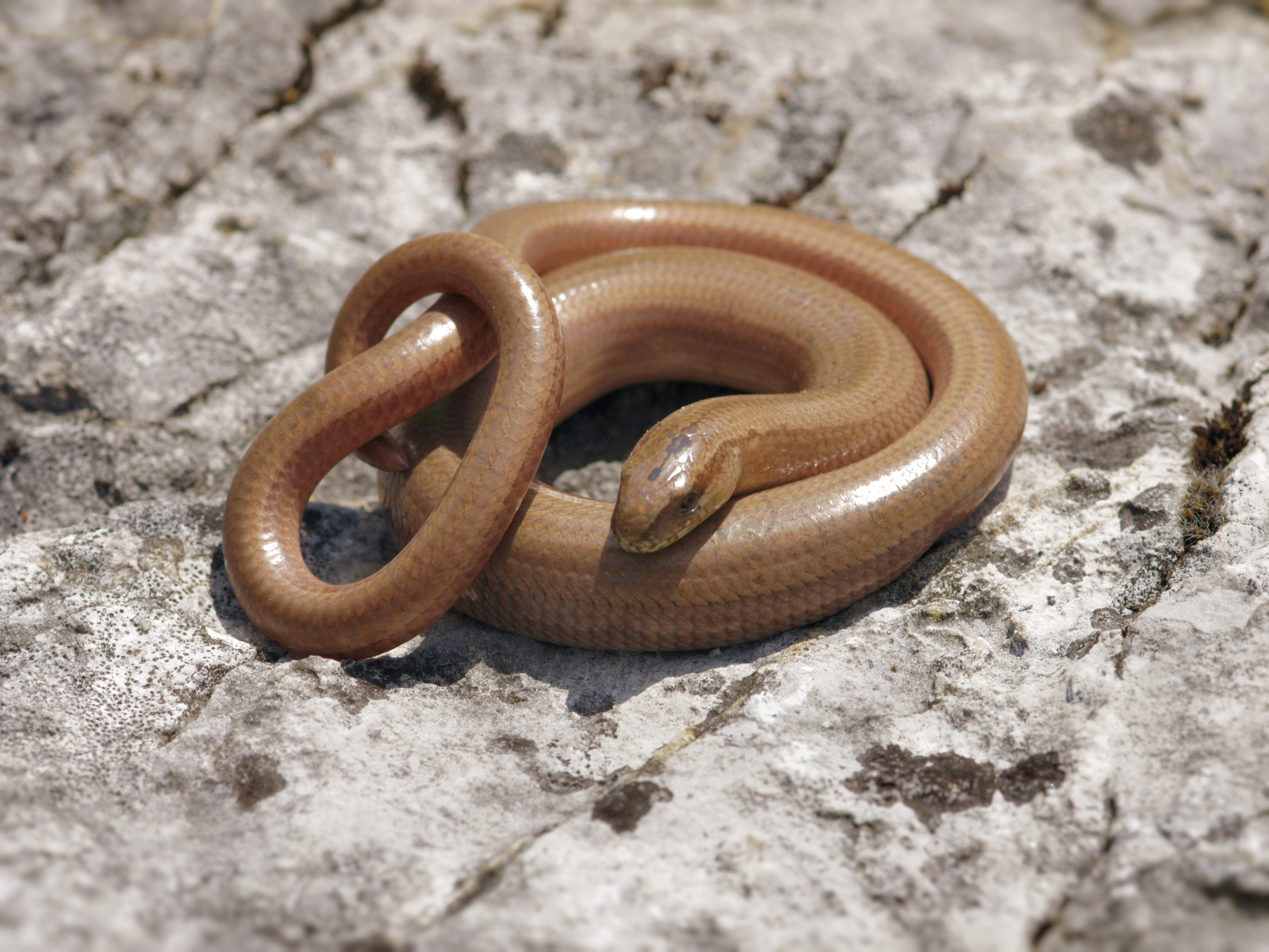
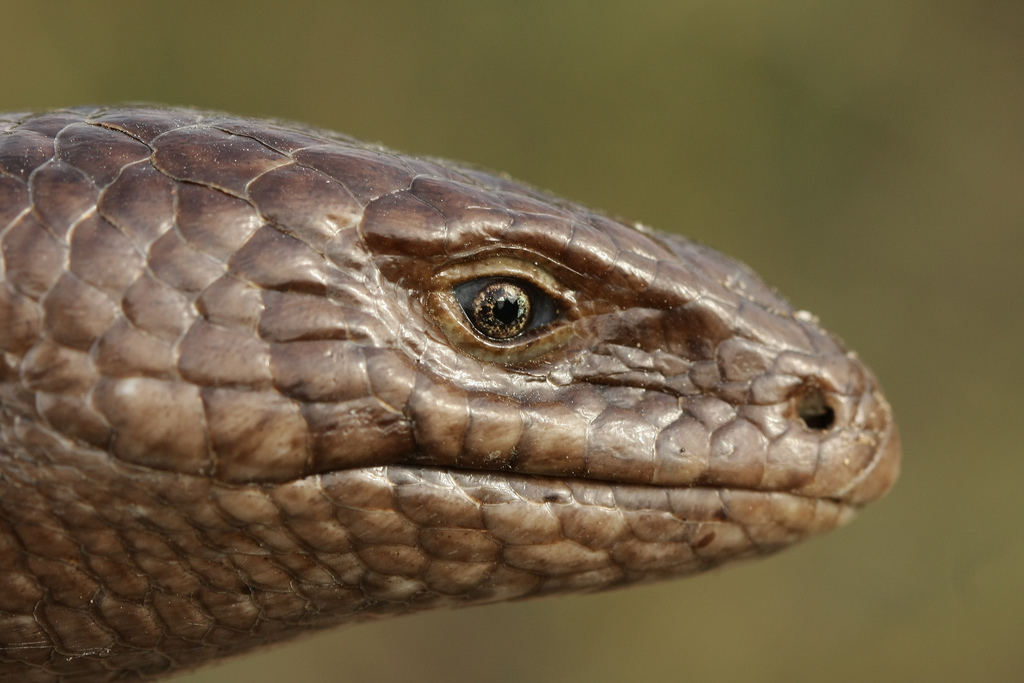
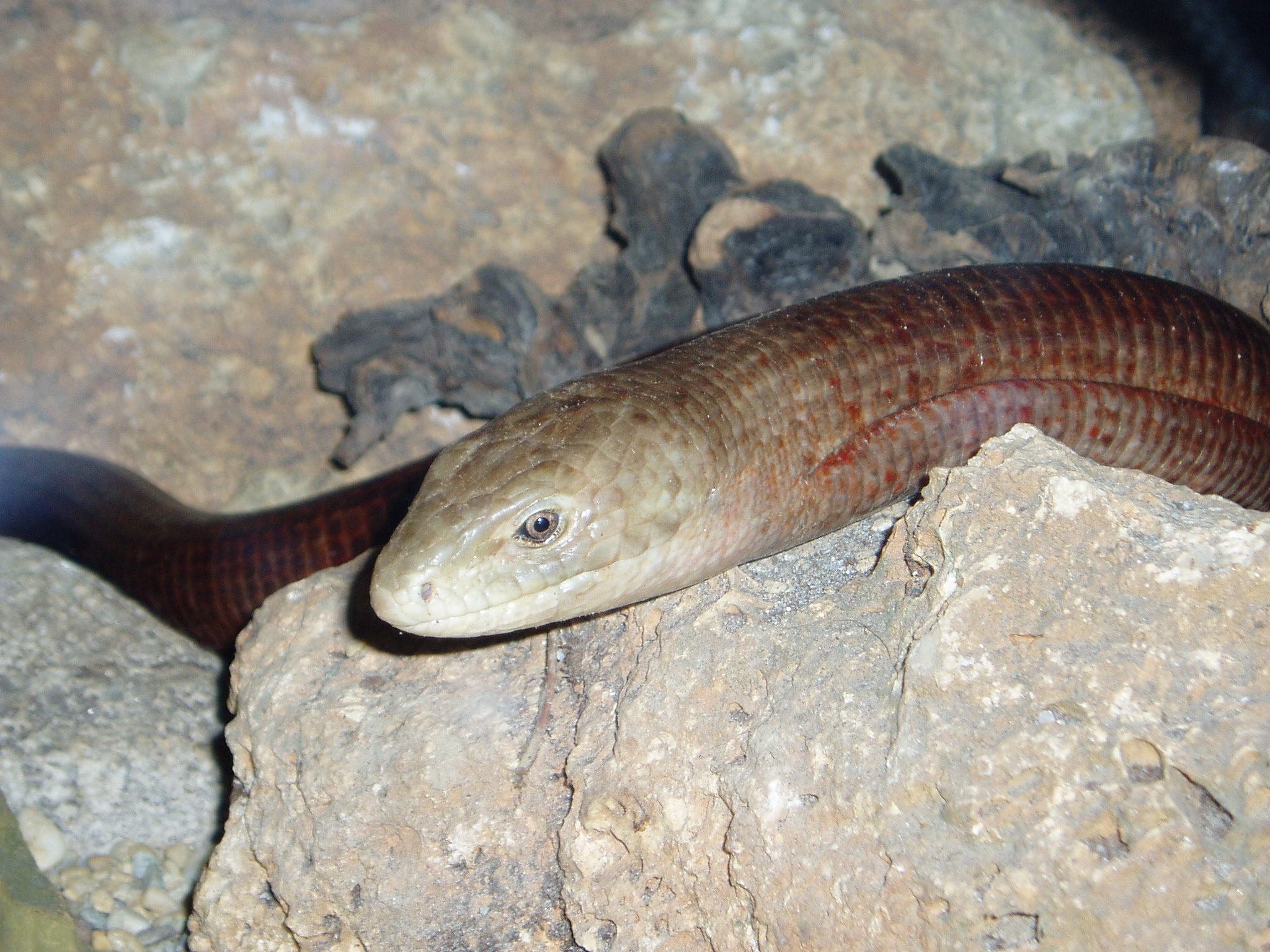
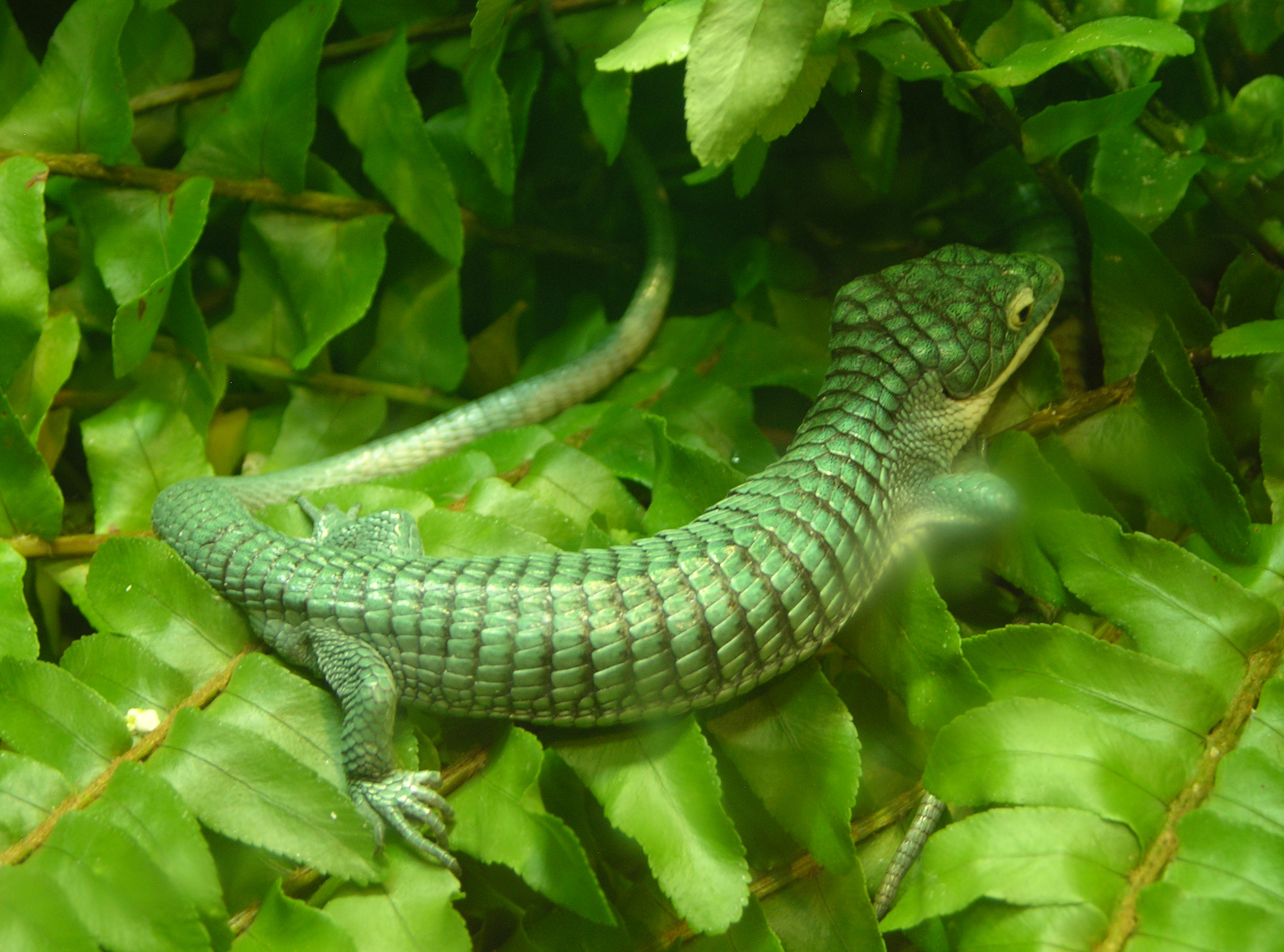